# Dave Pirner
David Anthony Pirner (Green Bay, 16 aprile 1964) è un cantante e musicista statunitense.
È il frontman del gruppo musicale alternative rock Soul Asylum.

## Biografia
Nato in Wisconsin, quando era adolescente ha iniziato a suonare la batteria. Con i Soul Asylum (nati col nome Loud Fast Rules) è passato alla voce e alla chitarra. Il gruppo ha avuto successo negli anni '90 grazie a brani come Runaway Train e Black Gold. Pirner ha collaborato anche con Jason Karaban, Mike Watt, Paul Westerberg, Within Temptation, The Hold Steady e altri artisti o gruppi. Nel 2002 ha pubblicato un album solista.

## Discografia
Solista
- Faces & Names (2002)

Soul Asylum